# يربوع رباعي الأصابع
اليربوع رباعي الأصابع (الاسم العلمي: Allactaga tetradactyla) نوع من القوارض من فصيلة اليربوعيات. له 4 أصابع، متوطن في مصر وليبيا.